# Eleccions municipals de Cullera
Els resultats de les eleccions municipals a Cullera (Ribera Baixa) des de 1979 han estat el següent.

## Partits amb representació municipal
Els partits polítics que, des de les eleccions de 1979, han obtingut representació a l'Ajuntament de Cullera, són els següents:
- PSPV-PSOE Partit Socialista del País Valencià-PSOE
- PP Partido Popular
  - AP Federación de partidos de Alianza Popupar. El 1983 es presenta en coalició amb altres partits: Unió Valenciana (UV), Unió Liberal (UL), Partit Demòcrata Popular (PDP)
  - PP des de 1991 anomenat Partit Popular
- EU: Esquerra Unida. Sempre que ha aconseguit representació ho ha fet presentant-se en coalició:
  - EU-UPV El 1987 es presenta en coalició amb la Unitat del Poble Valencià (UPV)
  - PSPV-PSOE-EU EL 2003 reapareix amb coalició amb el Partit Socialista del País Valencià
  - APC-EUPV El 2007 torna a aparéixer en coalició aquesta vegada amb Alternativa Progressista de Cullera (APC)
- UV Unió Valenciana
  - AP-PDP-UL-UV La primera vegada que apareix a l'ajuntament ho fa el 1983 dins la coalició de Federación de partidos de Alianza Popupar. El 1983 es presenta en coalició amb altres partits: Unió Valenciana (UV), Unió Liberal (UL), Partit Demòcrata Popular (PDP).
  - UV En les següents eleccions (excepte en 2007 que no aconsegueixen representació) apareix sempre en solitari amb el nom d'Unió Valenciana (UV)
- APC Alternativa Progressista de Cullera
  - APC Apareix per primera vegada tot presentant-se en solitari el 1991 i el 1995
  - APC-EUPV Torna a reaparéixer en dues ocasions més: 1999 i 2007, en aquest cas en coalició amb Esquerra Unida del País Valencià
- CDS Centro Democrático y social
  - UCD El 1979 es presenta amb el nom d'Unió de Centre Democràtic (UCD)
  - CDS El 1987 reapareix a l'Ajuntament per darrera vegada amb el nom de Centre Democràtic i social (CDS)
- BLOC El Bloc Nacionalista Valencià (BNV) s'ha presentat sota dues denominacions:
  - UPV Unitat del Poble Valencià que es va presentar el coalició el 1987 amb Esquerra Unida
  - BLOC Reapareix a l'Ajuntament el 2003 amb el nom de Bloc Nacionalista Valencià (BNV)
  - BLOC-COMPROMÍS Es presenta el 2011 sota la coalició BLOC-Compromís
- IR Izquierda Republicana
- CD Coalició Demòcratica
- EPIPV Esquerra Progressista Independent del País Valencià

## Evolució
L'evolució en el repartiment dels  regidors per partits polítics des de les eleccions municipals de 1979 és la següent: 
| Evolució del nombre de regidors per candidatura |      |      |      |      |      |      |      |      |      |
| Candidatura / Any                               | 1979 | 1983 | 1987 | 1991 | 1995 | 1999 | 2003 | 2007 | 2011 |
| PSPV-PSOE                                       | 9    | 14   | 9    | 13   | 7    | 5    | 8*   | 5    | 9    |
| PP                                              | -    | 7*   | 3    | 2    | 8    | 8    | 10   | 15   | 11   |
| EU                                              | -    | -    | 2*   | -    | -    | 7*   | 8*   | 1    | -    |
| UV                                              | -    | 7*   | 5    | 3    | 2    | 1    | 1    | -    | -    |
| CDS                                             | 5    | -    | 2    | -    | -    | -    | -    | -    | -    |
| APC // BLOC-COMPROMÍS                           | -    | -    | 2*   | 2    | 3    | 7*   | 2    | -    | 1    |
| IR                                              | 2    | -    | -    | -    | -    | -    | -    | -    | -    |
| CD                                              | 1    | -    | -    | -    | -    | -    | -    | -    | -    |
| EPIPV                                           | -    | -    | -    | -    | 1    | -    | -    | -    | -    |
| TOTAL                                           | 21   | 21   | 21   | 21   | 21   | 21   | 24   | 21   | 21   |

- Coalicions diverses

## Resultats detallats

### Any 1979
| Eleccions municipals, 3 d'abril de 1979 |                |       |       |          |
| Candidatura                             | Candidat       | Vots  | %     | Regidors |
| PSPV-PSOE                               | Enrique Chulio | 4.368 | 46,92 | 9        |
| UCD                                     |                | 2.732 | 29,34 | 5        |
| IR                                      |                | 1.191 | 12,79 | 2        |
| CD                                      |                | 638   | 6,85  | 1        |

- Alcalde electe: Enrique Chulio (PSPV-PSOE)
- Nombre de regidors: 17
- Cens electoral: 13.471
  - Votants: 9.321 (69,2%) 
    - Vots vàlids: 9.310 
      - Vots a candidatures: 9.310 (100%)
      - Vots en blanc: 0

    - Vots nuls: 0

  - Abstenció: 4.150 (30,8%)

### Any 1983
| Eleccions municipals, 8 de maig de 1983 |                |       |       |          |
| Candidatura                             | Candidat       | Vots  | %     | Regidors |
| PSPV-PSOE                               | Enrique Chulio | 5.362 | 53,31 | 14       |
| AP-PDP- UL-UV                           |                | 2.907 | 28,90 | 7        |

- Alcalde electe: Enrique Chulio (PSPV-PSOE)
- Nombre de regidors: 21
- Cens electoral: 14.474
  - Votants: 10.181 (70,6%) 
    - Vots a candidatures: 10.059 (98,8%)
    - Vots en blanc: 122 (1,2%)

  - Abstenció: 4.256 (29,4%)

### Any 1987
| Eleccions municipals, 10 de juny de 1987 |                  |       |       |          |
| Candidatura                              | Candidat         | Vots  | %     | Regidors |
| PSPV-PSOE                                |                  | 4.381 | 42,0  | 9        |
| UV                                       | Alfredo Martinez | 2.414 | 23,14 | 5        |
| AP                                       |                  | 1.373 | 13,16 | 3        |
| EU-UPV                                   |                  | 1.154 | 11,06 | 2        |
| CDS                                      | Ernesto Sanjuan  | 948   | 9,09  | 2        |

- Alcalde electe: Alfredo Martinez (UV)
- Nombre de regidors: 21
- Població de dret: 20.262
- Nombre de taules: 21
- Cens electoral: 14.465 
  - Votants: 10.478 (72,44%) 
    - Vots vàlids: 10.358 (98,85%) 
      - Vots a candidatures: 10.248 (98,94%)
      - Vots en blanc: 110 (1,06%)

    - Vots nuls: 120 (1,15%)

  - Abstenció: 3.987 (27,56%)

### Any 1991
| Eleccions municipals, 20 de maig de 1991 |                 |       |       |          |
| Candidatura                              | Candidat        | Vots  | %     | Regidors |
| PSPV-PSOE                                | José Alandete   | 4.965 | 45,53 | 13       |
| UV                                       | Ernesto Sanjuan | 1.630 | 14,95 | 3        |
| PP                                       |                 | 1.136 | 10,42 | 2        |
| APC                                      |                 | 983   | 9,01  | 2        |

- Alcalde electe: José alandete (PSPV-PSOE)
- Nombre de regidors: 21
- Població de dret: 20.927
- Nombre de taules: 21
- Cens electoral: 15.531 
  - Votants: 10.958 (70,56%) 
    - Vots vàlids: 10.905 (99,52%) 
      - Vots a candidatures: 10.767 (98,73%)
      - Vots en blanc: 138 (0,48%)

    - Vots nuls: 53 (0,49%)

  - Abstenció: 4.573 (29,44%)

### Any 1995
| Eleccions municipals, 28 de maig de 1995 |                 |       |       |          |
| Candidatura                              | Candidat        | Vots  | %     | Regidors |
| PP                                       | Ernesto Sanjuan | 4.303 | 36,14 | 8        |
| PSPV-PSOE                                |                 | 3.386 | 28,44 | 7        |
| APC                                      |                 | 1.858 | 15,6  | 3        |
| UV                                       | Carlos Moreno   | 1.199 | 10,07 | 2        |
| EPIPV                                    |                 | 696   | 5,85  | 1        |

- Alcalde electe: Carlos Moreno (UV)
- Nombre de regidors: 21
- Població de dret: 20.663
- Nombre de taules: 28
- Cens electoral: 16.536 
  - Votants: 11.999 (72,56%) 
    - Vots vàlids: 11.907 (99,23%) 
      - Vots a candidatures: 11.740 (98,6%)
      - Vots en blanc: 167 (1,4%)

    - Vots nuls: 92 (0,77%)

  - Abstenció: 4.537 (27,44%)

### Any 1999
| Eleccions municipals, 13 de juny de 1999 |                          |       |       |          |
| Candidatura                              | Candidat                 | Vots  | %     | Regidors |
| PP                                       | Ernesto Sanjuán Martínez | 3.702 | 32,49 | 8        |
| APC-EU                                   | Ximo Bosch               | 3.702 | 27,39 | 7        |
| PSPV-PSOE                                | Joan Grau                | 2.358 | 20,7  | 5        |
| UV                                       | Carlos Moreno            | 694   | 6,09  | 1        |

- Alcalde electe: Joan Grau i Grau PSPV-PSOE (els 2 primers anys de la legislatura) i Ernesto Sanjuán Martínez (els 2 darrers anys de la legislatura)
- Nombre de regidors: 21
- Població de dret: 20.397
- Nombre de taules: 27
- Cens electoral: 18.823 
  - Votants: 11.502 (61,11%) 
    - Vots vàlids: 11.393 (99,05%) 
      - Vots a candidatures: 11.237 (98,63%)
      - Vots en blanc: 156 (1,37%)

    - Vots nuls: 109 (0,95%)

  - Abstenció: 7.321 (38,89%)

### Any 2003
| Eleccions municipals, 25 de maig de 2003 |                          |       |       |          |
| Candidatura                              | Candidat                 | Vots  | %     | Regidors |
| PP                                       | Ernesto Sanjuán Martínez | 5.120 | 44,18 | 10       |
| PSPV-PSOE-EU                             | Joan Grau                | 4.182 | 36,09 | 8        |
| BNV                                      | Ferran Sanz i Torrejón   | 954   | 8,23  | 2        |
| UV                                       | José Agustín Gil         | 721   | 6,22  | 1        |

- Alcalde electe: Ernesto Sanjuán Martínez (PP)
- Nombre de regidors: 21
- Població de dret: 20.622
- Nombre de taules: 27
- Cens electoral: 12.232 
  - Votants: 11.742 (68,14%) 
    - Vots vàlids: 11.588 (98,69%) 
      - Vots a candidatures: 11.339 (97,85%)
      - Vots en blanc: 249 (2,15%)

    - Vots nuls: 154 (1,31%)

  - Abstenció: 5.490 (31,86%)

### Any 2007
En les eleccions municipals de 27 de maig de 2007 n'obtingueren: 15 regidors el Partit Popular (PP), 5 el Partit Socialista del País Valencià-PSOE (PSPV) i 1 Alternativa Progressista de Cullera-Esquerra Unida (APC-EUPV).
El Bloc Nacionalista Valencià (Bloc), Esquerra Republicana del País Valencià-Acord Municipal (ERPV), Unió Valenciana-Los Verdes Ecopacifistas (UV-LVE) i Coalicio Valenciana (CVA) no obtingueren cap regidor.
| Eleccions municipals de 27 de maig de 2007 - Cullera                                                                                         |                                                        |                                     |                                     |         |          |          |
| Candidatura | Candidatura                                            | Candidatura                         | Cap de llista                       | Vots    | Vots     | Regidors |
| | Partit Popular                                         |                                     | Ernesto Sanjuán Martínez            | 6.968   | 56,66%   | 15 (+5)  |
| | Partit Socialista del País Valencià-PSOE               |                                     | Joan Grau Grau                      | 2.722   | 22,13%   | 5 (-3)   |
| | Alternativa Progressista de Cullera-Esquerra Unida     |                                     | Pere Manuel Aragó                   | 805     | 6,55%    | 1 (+1)   |
| | Bloc Nacionalista Valencià                             |                                     | Ferran Sanz i Torrejón              | 614     | 4,99%    | 0 (-2)   |
| | Esquerra Republicana del País Valencià-Acord Municipal |                                     | Manuel Juan Ariño                   | 592     | 4,81%    | 0        |
| | Unió Valenciana-Los Verdes Ecopacifistas               |                                     | Juan Femenía Navarro                | 288     | 2,34%    | 0 (-1)   |
| | Coalició Valenciana                                    |                                     | Sergio Vicente Gomis Blanquer       | 132     | 1,07%    | 0        |
| | Vots en blanc                                          |                                     |                                     | 177     | 1,44%    |          |
| Total vots vàlids i regidors | Total vots vàlids i regidors                           | Total vots vàlids i regidors        | Total vots vàlids i regidors        | 12.298  | 100 %    | 21       |
| | Vots nuls                                              | Vots nuls                           | Vots nuls                           | 128     | 1,03%    |          |
| Participació (vots vàlids més nuls) | Participació (vots vàlids més nuls)                    | Participació (vots vàlids més nuls) | Participació (vots vàlids més nuls) | 12.426  | 68,92%** |          |
| Abstenció | Abstenció                                              | Abstenció                           | Abstenció                           | 5.603*  | 31,08%** |          |
| Total cens electoral | Total cens electoral                                   | Total cens electoral                | Total cens electoral                | 18.029* | 100 %**  |          |
| Alcalde: Ernesto Sanjuán Martínez (PP) (11/06/2011) Per majoria absoluta dels vots dels regidors (15 de PP)                                  |                                                        |                                     |                                     |         |          |          |
| Fonts: Ministeri de l'Interior. Junta Electoral de Zona de Sueca. (* No són vots sinó electors. ** Percentatge respecte del cens electoral.) |                                                        |                                     |                                     |         |          |          |

### Any 2011
En les eleccions municipals de 22 de maig de 2011 n'obtingueren: 11 regidors el Partit Popular (PP), 9 el Partit Socialista del País Valencià-PSOE (PSPV) i 1 Alternativa Progressista de Cullera-Bloc-Iniciativa (APC-Compromís).
Esquerra Republicana del País Valencià-Acord Municipal (ERPV) no obtingué cap regidor.
| Eleccions municipals de 22 de maig de 2011 - Cullera                                                                                         |                                          |                                     |                                     |         |          |          |
| Candidatura | Candidatura                              | Candidatura                         | Cap de llista                       | Vots    | Vots     | Regidors |
| | Partit Popular                           |                                     | Ernesto Sanjuán Martínez            | 5.589   | 47,08%   | 11 (-4)  |
| | Partit Socialista del País Valencià-PSOE |                                     | Jordi Mayor Vallet                  | 4.861   | 40,95%   | 9 (+4)   |
| | APC-Bloc-Iniciativa                      |                                     | Pere Manuel Aragó                   | 719     | 6,06%    | 1 ()     |
| | Esquerra Republicana del País Valencià   |                                     | Francesc Tello Grau                 | 431     | 3,63%    | 0        |
| | Vots en blanc                            |                                     |                                     | 272     | 2,29%    |          |
| Total vots vàlids i regidors | Total vots vàlids i regidors             | Total vots vàlids i regidors        | Total vots vàlids i regidors        | 11.872  | 100 %    | 21       |
| | Vots nuls                                | Vots nuls                           | Vots nuls                           | 228     | 1,88%    |          |
| Participació (vots vàlids més nuls) | Participació (vots vàlids més nuls)      | Participació (vots vàlids més nuls) | Participació (vots vàlids més nuls) | 12.100  | 71,43%** |          |
| Abstenció | Abstenció                                | Abstenció                           | Abstenció                           | 4.840*  | 28,57%** |          |
| Total cens electoral | Total cens electoral                     | Total cens electoral                | Total cens electoral                | 16.940* | 100 %**  |          |
| Alcalde: Ernesto Sanjuán Martínez (PP) (11/06/2011) Per majoria absoluta dels vots dels regidors (11 de PP)                                  |                                          |                                     |                                     |         |          |          |
| Fonts: Ministeri de l'Interior. Junta Electoral de Zona de Sueca. (* No són vots sinó electors. ** Percentatge respecte del cens electoral.) |                                          |                                     |                                     |         |          |          |

### Any 2015
En les eleccions municipals de 24 de maig de 2015 n'obtingueren: 10 regidors el Partit Socialista del País Valencià-PSOE (PSPV), 5 el Partit Popular (PP), 3 Compromís per Cullera (Compromís), 2 Gent per Cullera (GxC) i 1 Ciutadans - Partit de la Ciutadania (C's).
Esquerra Unida-Democràcia Participativa Cullera: Acord Ciutadà (EUPV-DPC:AC) no obtingué cap regidor.
| Eleccions municipals de 24 de maig de 2015 - Cullera |                                                   |                                     |                                     |         |          |          |
| Candidatura | Candidatura                                       | Candidatura                         | Cap de llista                       | Vots    | Vots     | Regidors |
| | Partit Socialista del País Valencià-PSOE          |                                     | Jordi Mayor Vallet                  | 4.974   | 43,19%   | 10 (+1)  |
| | Partit Popular                                    |                                     | Ernesto Sanjuán Martínez            | 2.624   | 22,79%   | 5 (-6)   |
| | Compromís per Cullera                             |                                     | Hugo Isaac Font Lafarga             | 1.810   | 15,72%   | 3 (+2)   |
| | Gent per Cullera                                  |                                     | Silvia Castro Blanco                | 948     | 8,23%    | 2 (+2)   |
| | Ciutadans - Partit de la Ciutadania               |                                     | José Palacios Rafael de la Cruz     | 790     | 6,86%    | 1 (+1)   |
| | Esquerra Unida - Democràcia Participativa Cullera |                                     | Francisco Javier García-Conde Bru   | 248     | 2,15%    | 0        |
| | Vots en blanc                                     |                                     |                                     | 122     | 1,06%    |          |
| Total vots vàlids i regidors | Total vots vàlids i regidors                      | Total vots vàlids i regidors        | Total vots vàlids i regidors        | 11.516  | 100 %    | 21       |
| | Vots nuls                                         | Vots nuls                           | Vots nuls                           | 169     | 1,45%    |          |
| Participació (vots vàlids més nuls) | Participació (vots vàlids més nuls)               | Participació (vots vàlids més nuls) | Participació (vots vàlids més nuls) | 11.685  | 70,74%** |          |
| Abstenció | Abstenció                                         | Abstenció                           | Abstenció                           | 4.834*  | 29,26%** |          |
| Total cens electoral | Total cens electoral                              | Total cens electoral                | Total cens electoral                | 16.519* | 100 %**  |          |
| Alcalde: Jordi Mayor Vallet (PSPV-PSOE) (13/06/2015) Per majoria absoluta dels vots dels regidors (14 vots: 10 de PSPV-PSOE, 3 de Compromís i 1 de C's)       |                                                   |                                     |                                     |         |          |          |
| Fonts: Ministeri de l'Interior. Junta Electoral de la Zona de Sueca. Periòdic Ara. (* No són vots sinó electors. ** Percentatge respecte del cens electoral.) |                                                   |                                     |                                     |         |          |          |

### Any 2019
En les eleccions municipals de 26 de maig de 2019 n'obtingueren: 14 regidors el Partit Socialista del País Valencià-PSOE (PSPV), 3 el Partit Popular (PP), 2 Compromís per Cullera (Compromís) i 2 Ciutadans - Partit de la Ciutadania (Cs).
Podem i Esquerra Unida-Seguim Endavant (EUPV) no obtinguerem cap regidor. Gent per Cullera, que no es presentà en 2019, perdé el regidor obtingut el 2015.
| Eleccions municipals de 26 de maig de 2019 - Cullera |                                          |                                     |                                     |         |          |          |
| Candidatura | Candidatura                              | Candidatura                         | Cap de llista                       | Vots    | Vots     | Regidors |
| | Partit Socialista del País Valencià-PSOE |                                     | Jordi Mayor Vallet                  | 6.723   | 63,56%   | 14 (+4)  |
| | Partit Popular                           |                                     | Juan José Grau Olivert              | 1.377   | 13,02%   | 3 (-2)   |
| | Compromís per Cullera                    |                                     | Hugo Isaac Font Lafarga             | 1.108   | 10,47%   | 2 (-1)   |
| | Ciutadans - Partit de la Ciutadania      |                                     | José Palacios Rafael-de la Cruz     | 1.012   | 9,57%    | 2 (+1)   |
| | Podem                                    |                                     | Ana Maria Perales falcó             | 146     | 1,38%    | 0        |
| | Esquerra Unida-Seguim Endavant           |                                     | M. Victoria García Ferrer           | 112     | 1,06%    | 0        |
| | Altres candidatures                      |                                     |                                     | 0       |          | 0 ( -1)  |
| | Vots en blanc                            |                                     |                                     | 100     | 0,95%    |          |
| Total vots vàlids i regidors | Total vots vàlids i regidors             | Total vots vàlids i regidors        | Total vots vàlids i regidors        | 10.578  | 100 %    | 21       |
| | Vots nuls                                | Vots nuls                           | Vots nuls                           | 165     | 1,54%    |          |
| Participació (vots vàlids més nuls) | Participació (vots vàlids més nuls)      | Participació (vots vàlids més nuls) | Participació (vots vàlids més nuls) | 10.743  | 65,88%** |          |
| Abstenció | Abstenció                                | Abstenció                           | Abstenció                           | 5.563*  | 34,12%** |          |
| Total cens electoral | Total cens electoral                     | Total cens electoral                | Total cens electoral                | 16.306* | 100 %**  |          |
| Alcalde: Jordi Mayor Vallet (PSPV) (15/06/2019) Per majoria absoluta dels vots dels regidors (14 de PSPV)                                                  |                                          |                                     |                                     |         |          |          |
| Fonts: Ministeri de l'Interior, Junta Electoral de Zona de Sueca, Periòdic Ara. (* No són vots sinó electors. ** Percentatge respecte del cens electoral.) |                                          |                                     |                                     |         |          |          |